# Pseudonezumia parvipes
Pseudonezumia parvipes är en fiskart som först beskrevs av Smith och Lewis Radcliffe 1912.  Pseudonezumia parvipes ingår i släktet Pseudonezumia och familjen skolästfiskar. Inga underarter finns listade i Catalogue of Life.